# Рузметов, Курбан
Курбан Рузметов (10 июня 1911, Ургенч — 13 октября 1984, Ташкент, Узбекская ССР, СССР) — советский хозяйственный, государственный и политический деятель, генерал-майор, государственный советник юстиции II-го класса.

## Биография
Родился в 1911 году в Ургенче. Член КПСС с 1938 года.
С 1935 года — на хозяйственной, общественной и политической работе. В 1935—1979 гг. — уполномоченный Самаркандского оперативного сектора НКВД, стажёр УГБ, помощник оперативного уполномоченного, оперативный уполномоченный, старший оперативный уполномоченный, заместитель начальника Отделения УГБ НКВД Узбекской ССР, заместитель начальника, начальник Управления НКВД по Хорезмской области, начальник Управления НКГБ по Наманганской области, начальник Управления НКВД по Наманганской области, начальник Управления НКГБ по Бухарской области, заместитель народного комиссара, 1-й заместитель министра государственной безопасности Узбекской ССР, заместитель министра внутренних дел Узбекской ССР, 1-й заместитель председателя КГБ при СМ Узбекской ССР, прокурор Узбекской ССР, уполномоченный Совета по делам религий при СМ СССР по Узбекской ССР.
Избирался депутатом Верховного Совета Узбекской ССР.
Умер в Ташкенте в 1984 году.